# Pigniu
Pigniu (sursilvan , allemand Panix) est une localité et une ancienne commune suisse du canton des Grisons, située dans la région de Surselva.

## Géographie
Pigniu est située dans le Panixertal, une vallée latérale du Rhin antérieur, à 11,5 km au Nord-Ouest d'Ilanz. L'ancienne commune comprend une partie du glacier du Vorab. Au nord et au-dessus du village se trouve le lac de barrage Lag da Pigniu (altitude 1 452 m). 
En allemand, Pigniu donne son nom au col du Panix (allemand Panixerpass), mais le col est nommé Pass dil Veptga en romanche.

## Histoire
Pigniu était autrefois un lieu de passage pour le commerce du bétail et de marchandises, sur l'itinéraire muletier du col du Panix menant d'Elm dans le canton de Glaris à Ilanz et, par le col du Lukmanier, jusqu'à Lugano au Tessin, puis en Italie.
Le nom officiel était jusqu'en 1943 en allemand, Panix, puis jusqu'en 1984 Pigniu/Panix.
Pigniu a fusionné le 1er janvier 2014 avec les anciennes communes de Castrisch, Duvin, Ilanz, Ladir, Luven, Pitasch, Riein, Rueun, Ruschein, Schnaus, Sevgein, Siat pour former la nouvelle commune de Ilanz/Glion. 